# Falsistrellus mackenziei
Falsistrellus mackenziei és una espècie de ratpenat de la família dels vespertiliònids. És endèmic d'Austràlia. El seu hàbitat natural són els boscos madurs plujosos. Està amenaçat per la tala d'arbres, la conversió de terra per construir-hi habitatges. El nom específic mackenziei és en honor del zoòleg australià Norman Leslie McKenzie, que treballa en temes de conservació mediambiental pel govern d'Austràlia Occidental.